# Mahfiruz Hatice Sultan
Mahfiruz Hatice Sultan (n. 1590 – d. 1620, Constantinopol, Imperiul Otoman) a fost prima consoartă a sultanului otoman Ahmed I și mama sultanului Osman al II-lea.
Având origini cercheze, teritoriu-țintă al raidurilor otomane frecvente, Mahfiruz a fost capturată și apoi vândută în piața de sclavi din centrul Istanbulului, unui boier care a protejat-o, a crescut-o și a educat-o conform tradiției otomane. Grațioasă și educată cumsecade, Mahfiruz se convertește la islam, este oferită sultanei Handan, mama sultanului Ahmed I și primește funcția de slujnică în posesia sultanei-mamă. Deoarece Ahmed I urcă pe tronul otoman la o vârstă destul de fragedă (13-14 ani), mama sa este dispusă să-și deschidă calea politică și devine regentă, conducând neoficial imperiul. Continuitatea dinastiei Osman era foarte importantă, așadar, Handan Sultan o pregătește pe Mahfiruz ori de câte ori are ocazia, sperând la un moștenitor al tronului.       
La 3 noiembrie 1604, Mahfiruz dă naștere primului fiu, prințul Osman, noul moștenitor direct al tronului. Deci, viața fratelui vitreg al sultanului Ahmed, prințul Mustafa, este pusă în pericol, iar noul moștenitor al tronului vine ca o amenințare împotriva lui Mustafa. Mahfiruz ocupă ce-a de-a doua poziție în harem după sultana-mamă și primește încă un nume, „Hatice“, drept recunoștință pentru nașterea prințului moștenitor.              
În harem își fac apariția și alte concubine care îi oferă copii sultanului, consoartele sale Haseki Kösem Sultan, Fatma Hatun și Șahzaman Hatun, care, până la moartea lui Ahmed, acestea îi oferă câte un copil aproape în fiecare an.              
Ahmed o prețuiește pe Mahfiruz la început și îi oferă titlul de „baș kadın” (prima consoartă), dar iubirea dintre cei doi se dizolvă. Între Mahfiruz Hatice Sultan și Kösem Sultan a existat întotdeauna o relație de rivalitate imediat după nașterea celui de-al doilea fiu al sultanului, a cărui mamă era Kösem.               
La 22 noiembrie 1617, sultanul Ahmed I moare, iar fratele său, sultanul Mustafa I, urcă pe tronul Imperiului Otoman. Halime Sultan devine sultană-mamă și conduce statul "de facto", împreună cu o alianță între marele-vizir, Damat Halil Pașa și șeful ienicerilor. După detronarea lui Mustafa I, fiul cel mare a lui Mahfiruz, prințul Osman (devenit Osman al II-lea), urcă pe tronul otoman și își începe sultanatul. Astfel, pentru că Osman era încă minor atunci când a urcat pe tron, mama sa, Mahfiruz, devine regentă prin aprobarea documentului de către Clerul Ulema. Mahfiruz Hatice Sultan devine, astfel, și sultană-mamă (Valide Sultan). Începe să ocupe prima poziție în harem și a doua poziție în stat. Odată cu urcarea pe tron a fiului ei, Mahfiruz Sultan dă ordin ca fiecare concubină a fostului sultan să fie exilată către Palatul Vechi. Chiar dacă Kösem Sultan era mai influentă politic, Mahfiruz reușește să o exileze și pe Kösem, alături de Halime Sultan, Fatma Hatun și Șahzaman Hatun, dar și pe fiicele acestora. Prinții sunt închiși în „Kafe”, încăpere destinată fraților biologici dar și cei vitregi ai sultanului în care sunt închiși cu scopul de a preveni o anume revoltă sau rebeliune împotriva sultanului actual. Tânără și cu prea puțină experiență, devine sultana-mană la doar 27 de ani, dar este iubită de popor pentru actele de caritate pe care le realiza în zilele de sărbătoare, cu scopul de a ajuta cetățenii capitalei.               
Valide Mahfiruz Hatice Sultan reușește să se bucure de putere doar doi ani, deoarece, în anul 1620 acesta moare în odaia sa din Palatul Topkapî, probabil din cauza unei tumori, pe când alții sunt de părere că aceasta ar fi murit din cauza unei boli infecțioase.